# Right Away
«Right Away» (en español: «Inmediatamente») es una canción de la banda estadounidense de rock progresivo Kansas.  Fue compuesta por John Elefante y Dino Elefante.  Se encuentra originalmente en el álbum Vinyl Confessions, publicado en formato de disco de vinilo por Kirshner Records en 1982.

## Lanzamiento
Esta tema fue lanzado como sencillo en el mismo año que Vinyl Confessions.  En la cara B de este vinilo fue adherida la canción «Windows» («Ventanas» en español), escrita por el guitarrista y tecladista Kerry Livgren. El sencillo fue producido por Kansas y Ken Scott.

## Recibimiento
«Right Away» logró atraer la atención del público estadounidense, aunque en menor cantidad que su antecesor.  La melodía antes mencionada se ubicó en el puesto 73.º del Billboard Hot 100 y el 33.º lugar del Mainstream Rock Tracks, ambos en 1982.

## Lista de canciones

### Cara A
| side one |              |                               |          |  |
| N.º      | Título       | Escritor(es)                  | Duración |  |
| 1.       | «Right Away» | John Elefante / Dino Elefante | 4:06     |  |

### Cara B
| side one |           |               |          |  |
| N.º      | Título    | Escritor(es)  | Duración |  |
| 2.       | «Windows» | Kerry Livgren | 3:33     |  |

## Créditos
- John Elefante — voz principal y teclados
- Kerry Livgren — guitarra y teclados
- Robby Steinhardt — violín y coros
- Rich Williams — guitarra
- Dave Hope — bajo
- Phil Ehart — batería

## Listas
| Año  | País           | Lista                  | Posición máxima |
| ---- | -------------- | ---------------------- | --------------- |
| 1982 | Estados Unidos | Billboard Hot 100      | 73.º            |
| 1982 | Estados Unidos | Mainstream Rock Tracks | 33.º            |